# モノサシトンボ
モノサシトンボ（学名：Copera annulata (Selys, 1863)）は、モノサシトンボ科モノサシトンボ属に分類されるトンボの1種。本種が別属（Psilocnemis Selys, 1863）の種として扱われる場合がある。

## 分布
中国、朝鮮半島、日本に分布する。
日本では、北海道、本州、四国、九州に広く分布する。小笠原諸島と南西諸島での生息は確認されていない。

## 形態
成虫は中型で、イトトンボ亜目の中では大きい。秋に出現する個体は小さい。近縁種のオオモノサシトンボ（学名：Copera tokyoensis (Asahina, 1848)）と形態が酷似する。腹部に物差しのような等間隔の環状紋があり、和名の由来となっている。後頭部に青白い斑紋があり、複眼は左右に離れていて、複眼の内側に波状の斑紋がある。グンバイトンボに似るが、頭に後頭条がない。前翅と後翅は同じ形で同じ大きさ。翅に黄色と黒の斑紋があり、若い個体の斑紋は赤色。

### オスの成虫
全長39-50 mm、腹長31-40mm、後翅長18-26 mm。成熟すると斑紋が水色となる。中脚と後脚の脛節は白くやや拡がるが、グンバイトンボ程は軍配状にはならない。腹部第9節、10節が青白い。オオモノサシトンボのように斑紋が黒化した個体も時々見られる。

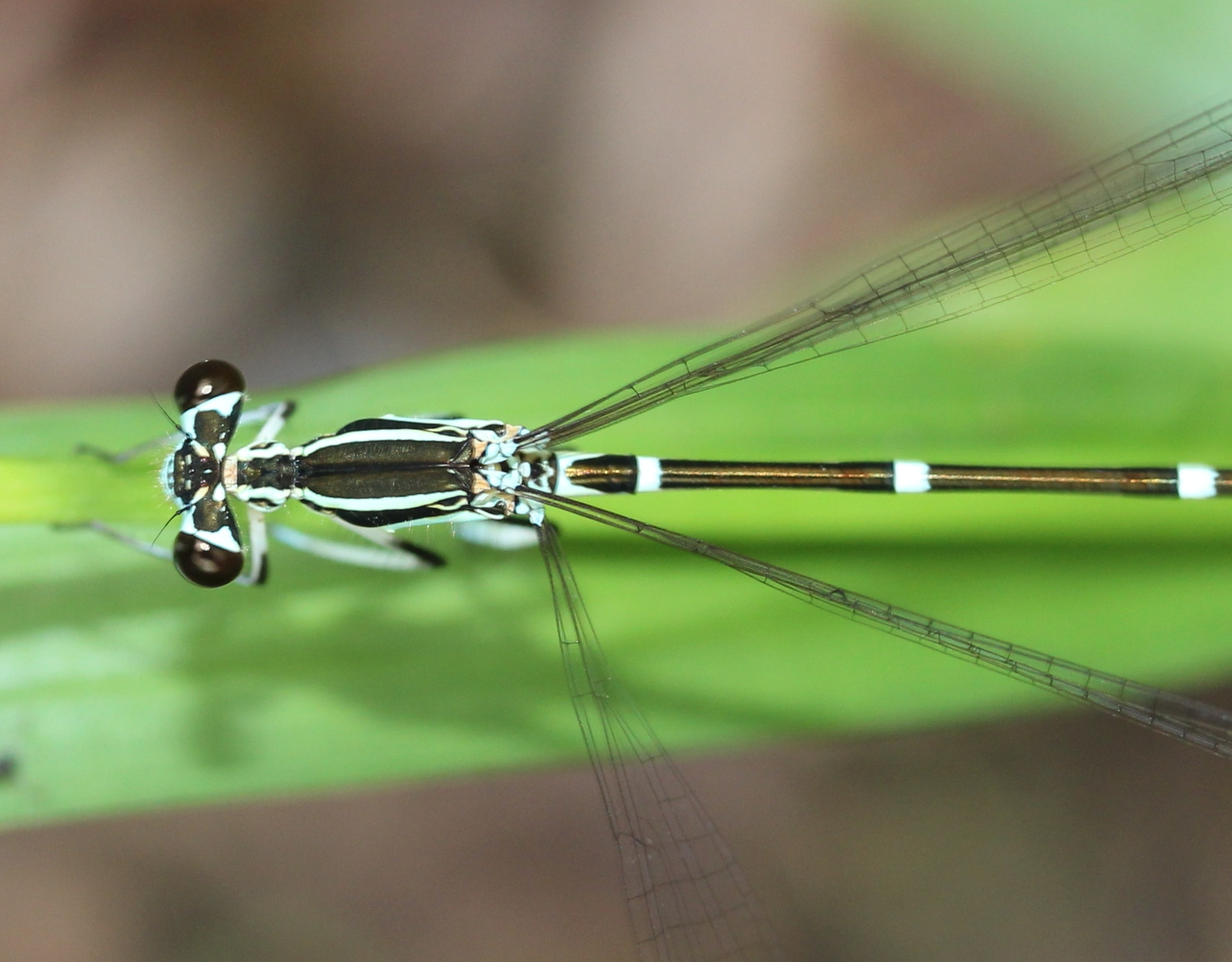
複眼の内側に波状の斑紋がある
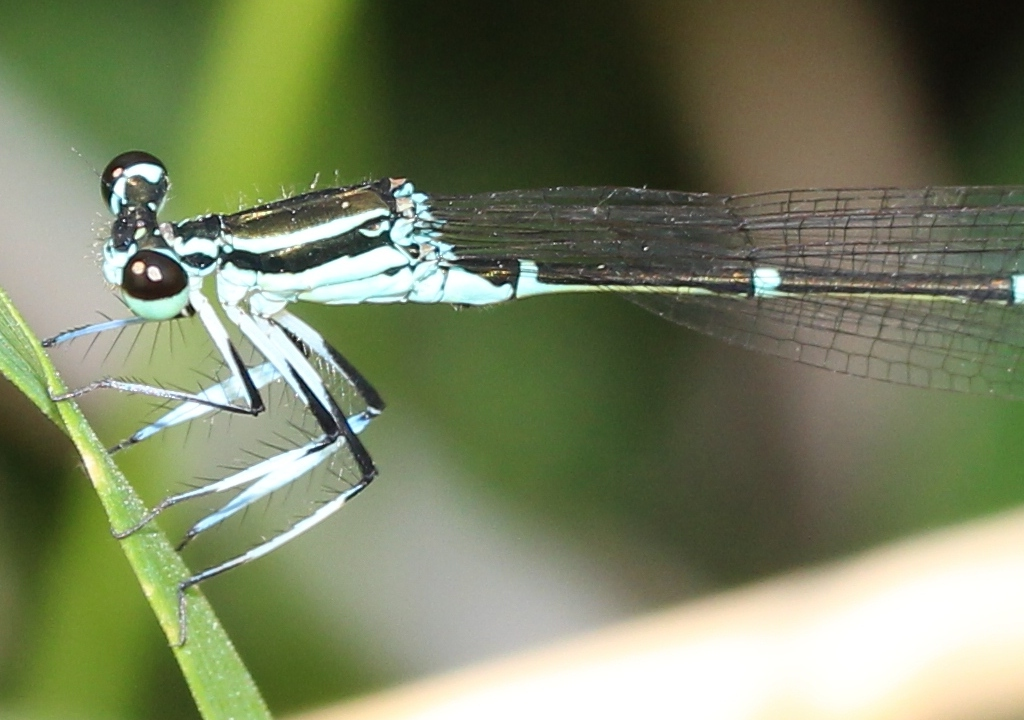
中脚と後脚の脛節は白くやや拡がる
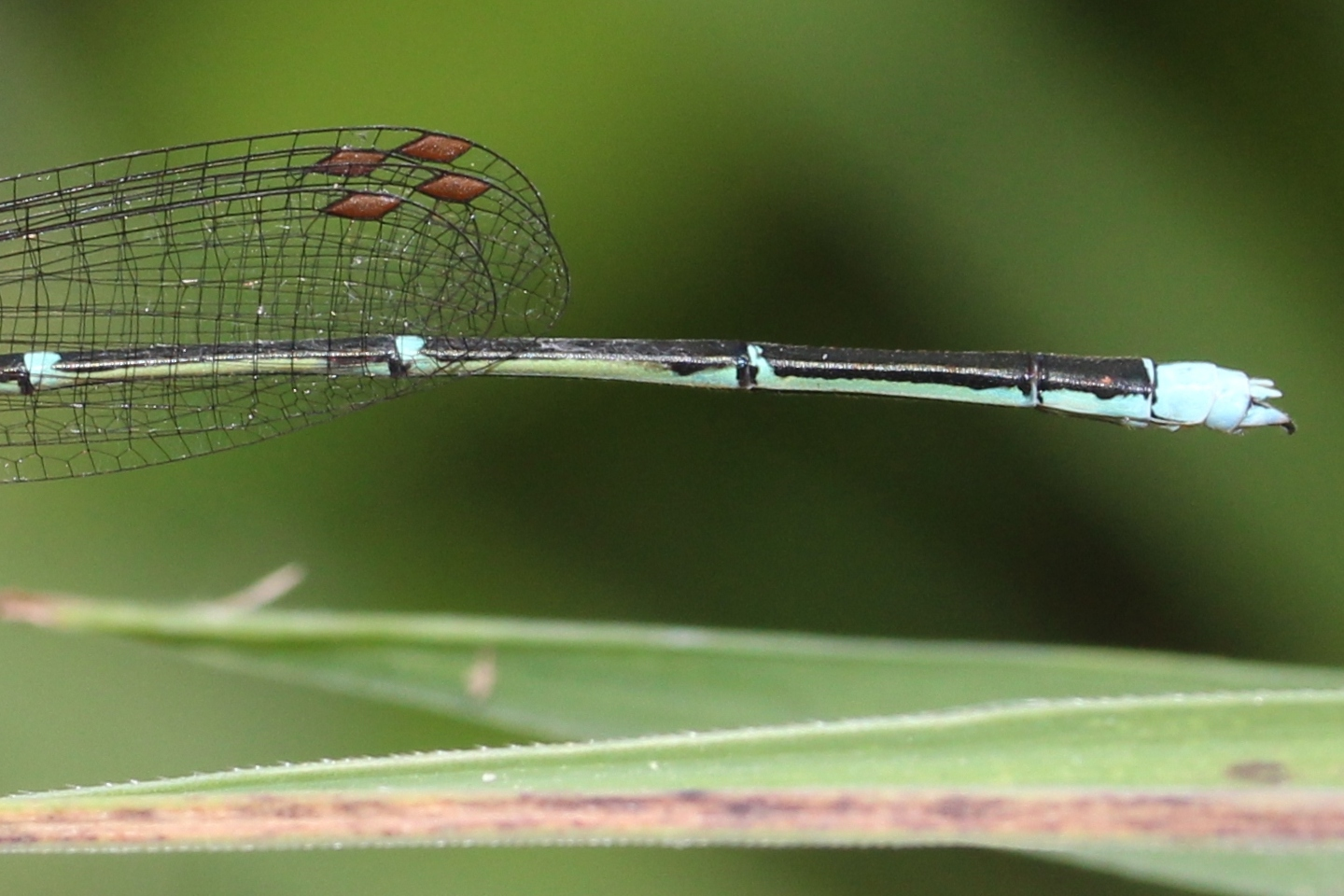
腹部第9節、10節が青白い

### メスの成虫
全長38-51 mm、腹長31-41mm、後翅長19-26 mm。黄緑色と水色の個体がいる。

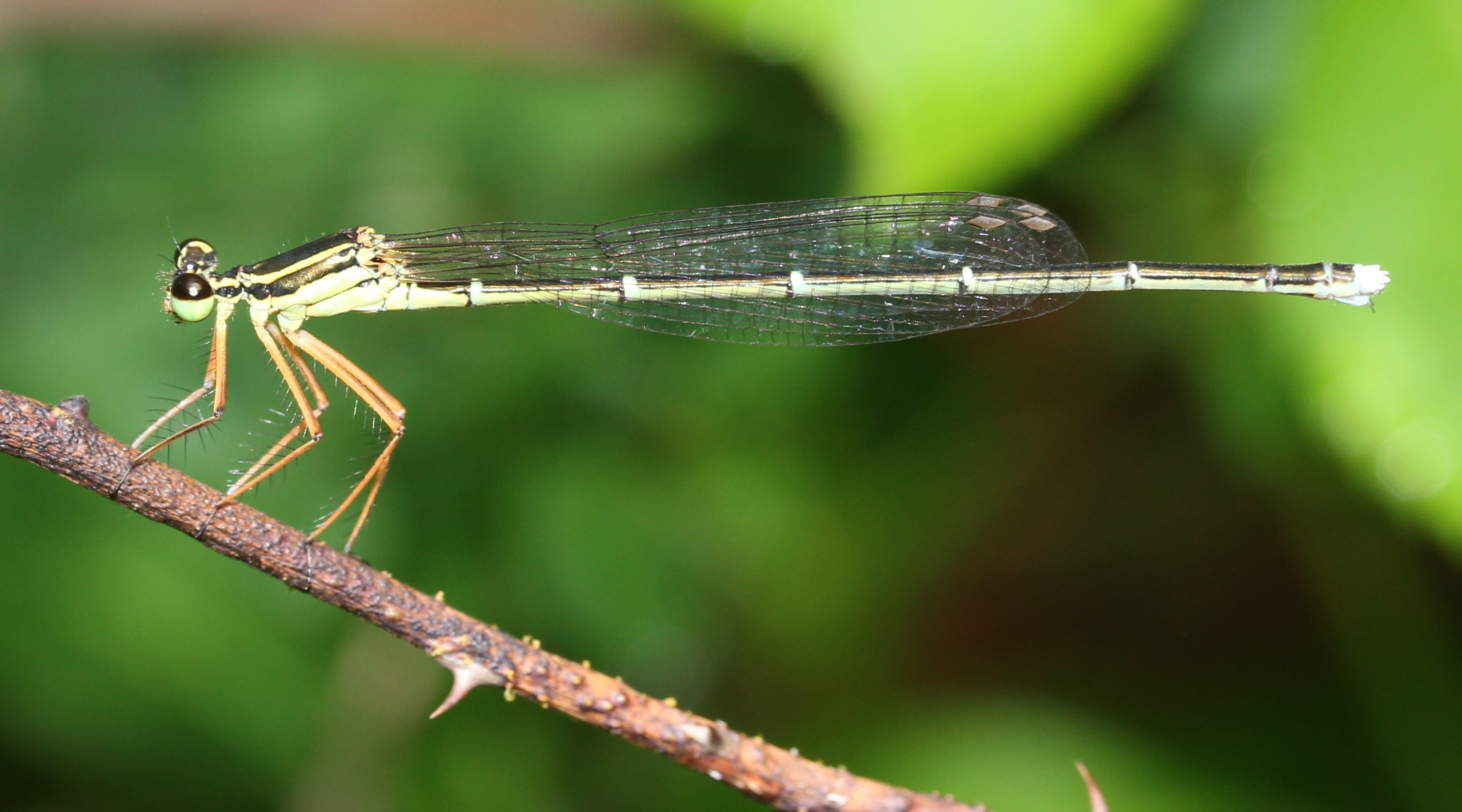
黄緑色の個体、腹部に物差しのような等間隔の環状紋がある
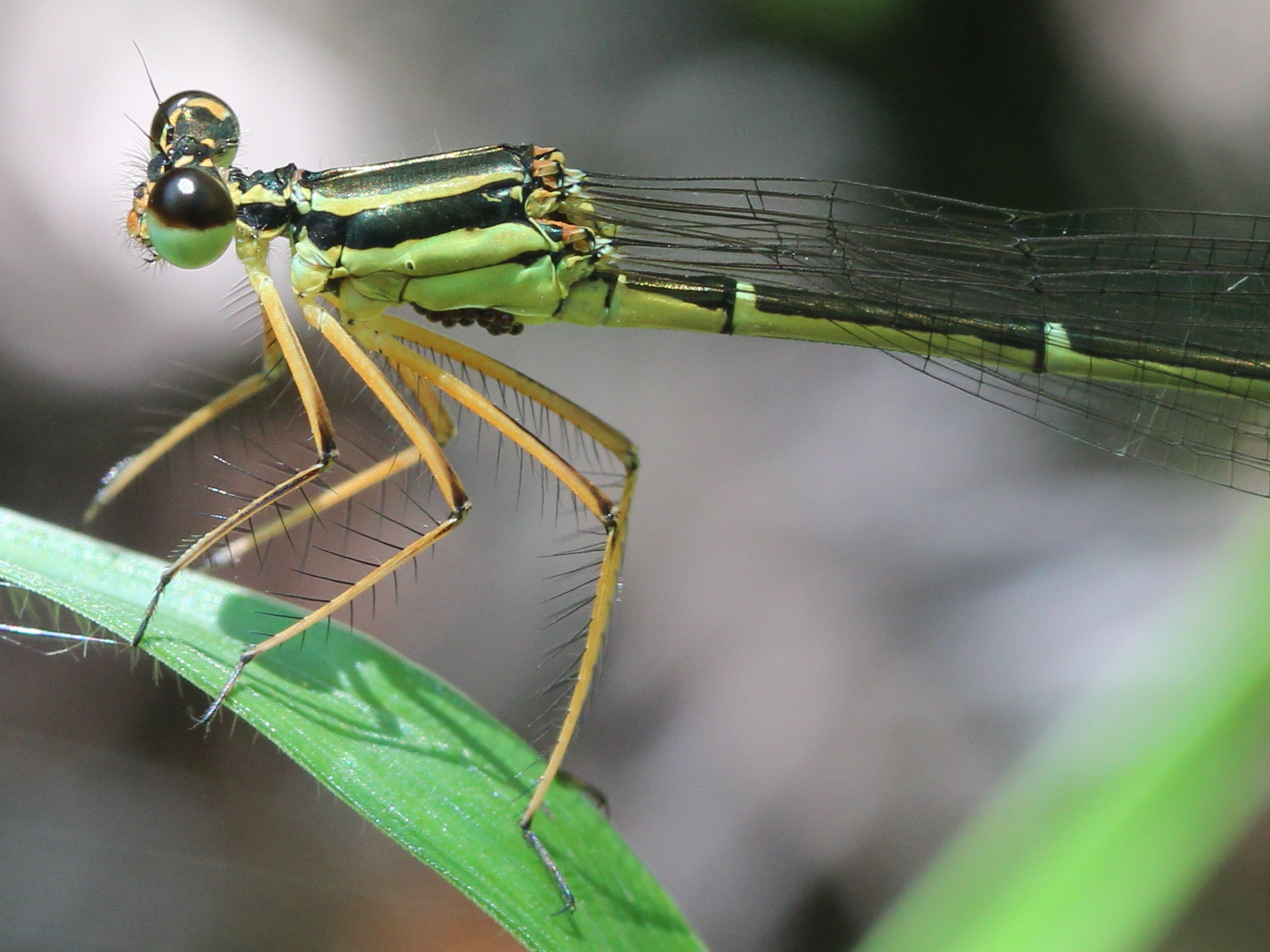
頭部と胸部
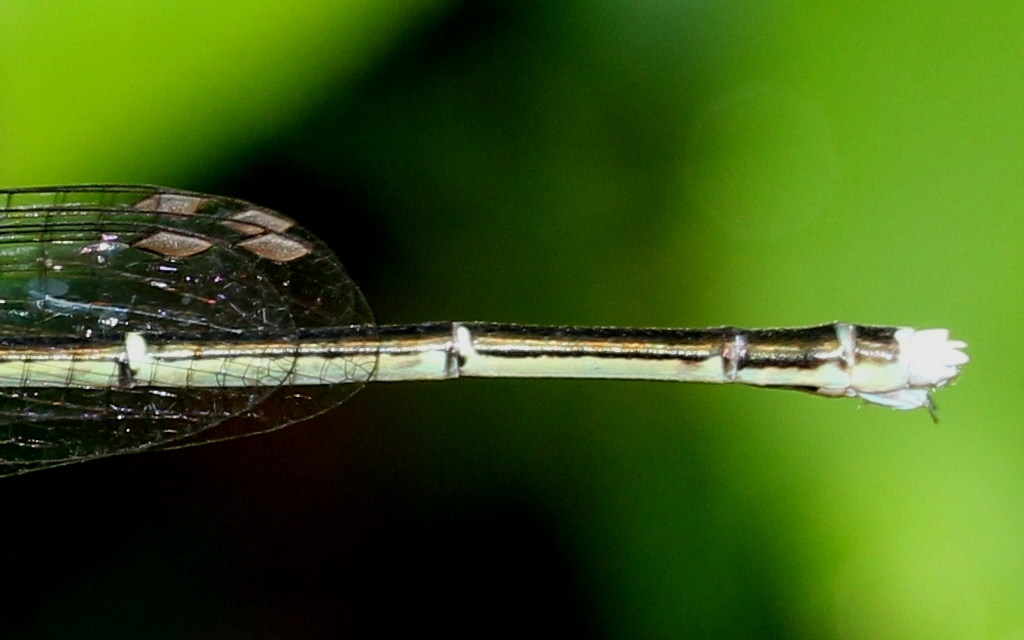

### ヤゴ
全長は約27 mm。木の葉の3枚の尾鰓は長大な柳葉状で、長さは腹長とほぼ同じ。下唇はスプーン形。

## 生態

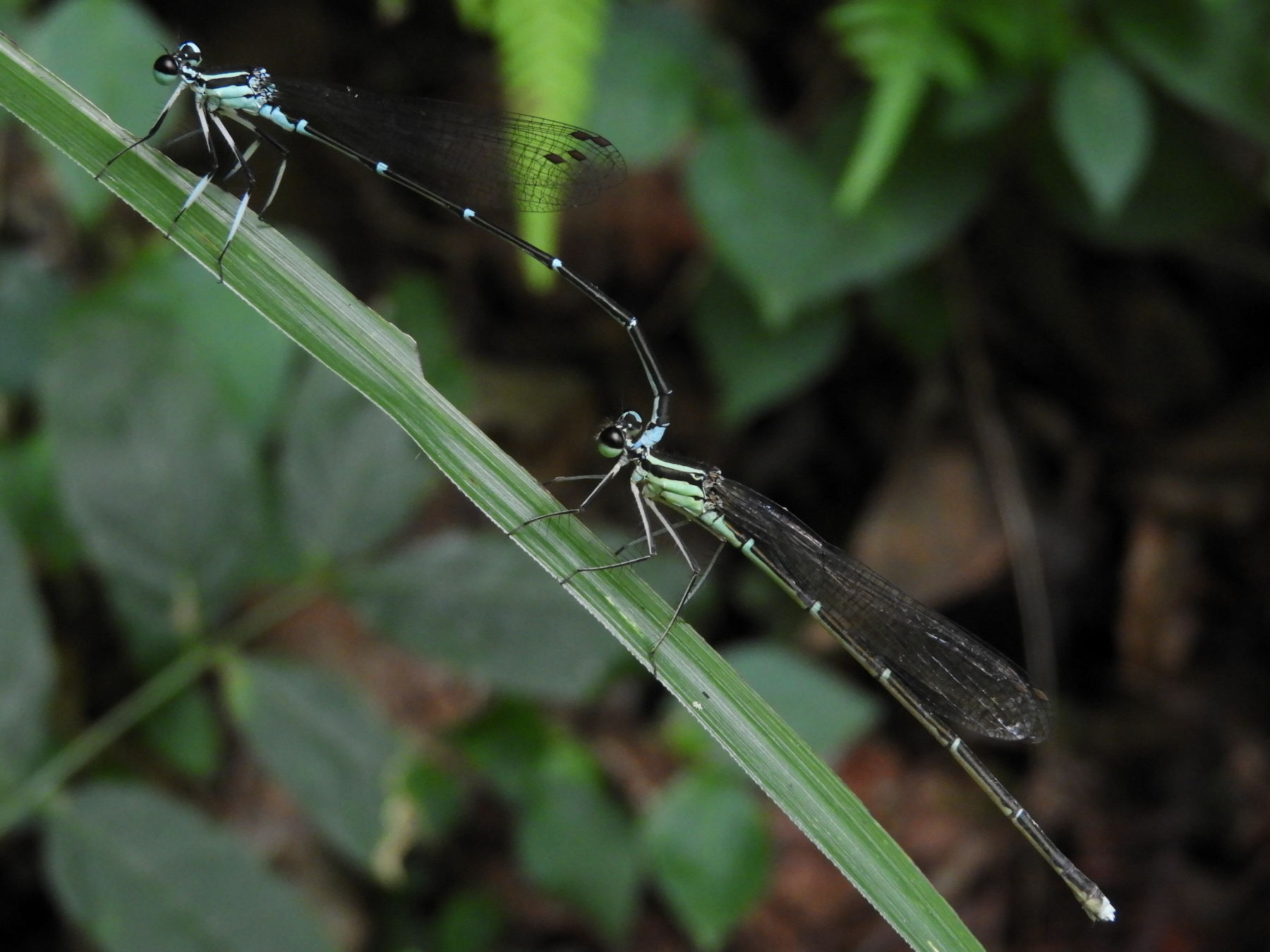
池のほとりの薄暗い茂みで連結したまま静止するペア

平地から丘陵地にかけて分布する。河川の中流域の樹林に囲まれた池、沼や湿地でよく見られ、岸辺が暗い環境を好む。成熟したオスは縄張りを持ち水辺の植物に翅を閉じて静止し、時々周囲を飛翔してメスを探す。他のオスが近づくと追い払う。メスを見つけたオスは連結し、植物に止まって移精と交尾を行う。交尾は午前中に行われることが多い。交尾後連結態のまま水面付近の植物に産卵したり、メス単独で産卵したりする。
ヤゴは捕獲されると脚を縮め、U字型に体を曲げて死んだふりをする。生物化学的酸素要求量（BOD）が10-20 （mg/l）の汚れた止水の水質環境に生育する。

## 生活史

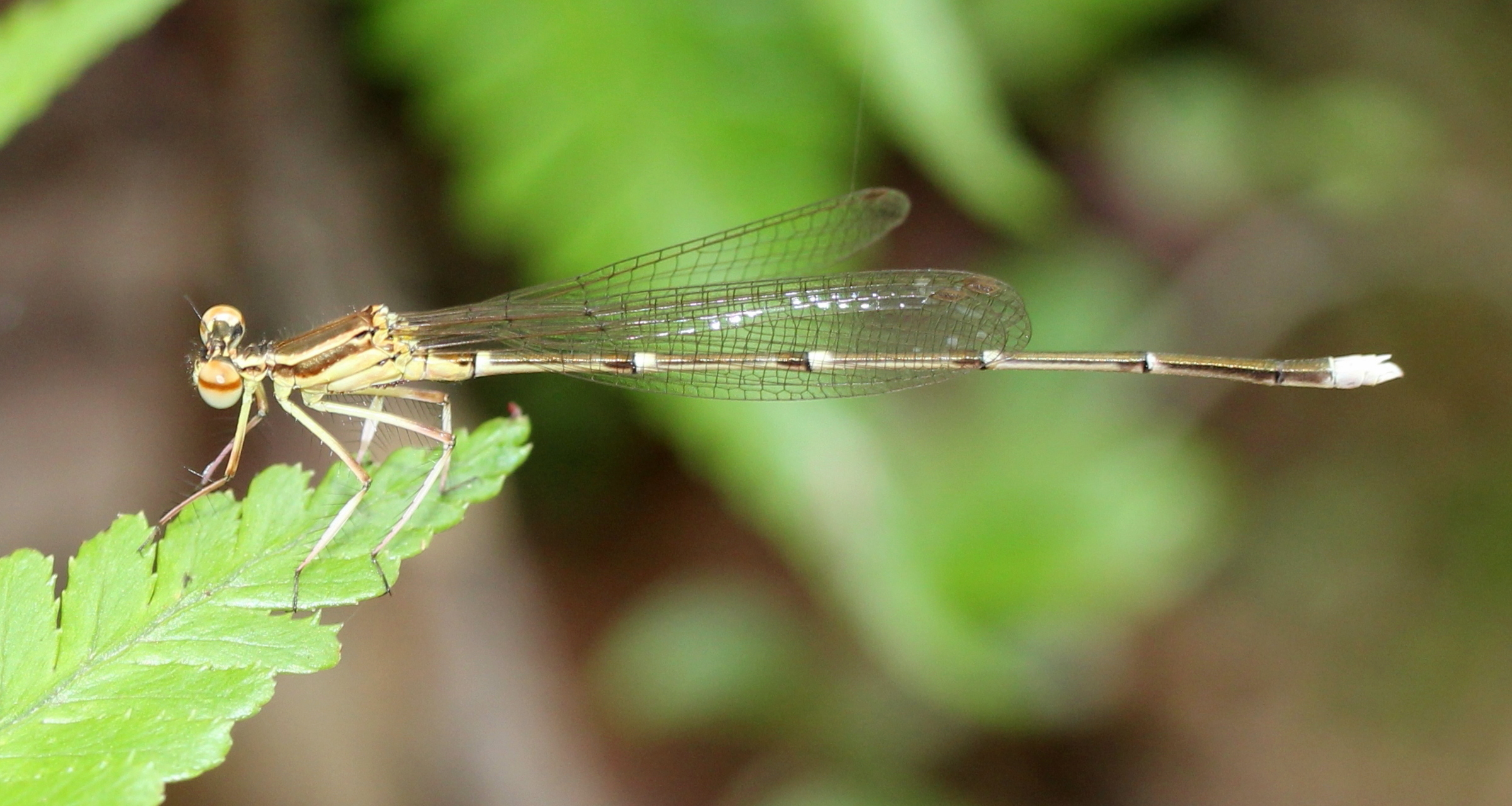
みどりヶ池（多度山、三重県桑名市）の周囲の林床のシダ植物に静止する若いオス（2012年6月13日）

卵期間は、1-2週間程度。幼虫（ヤゴ）期間は4カ月-1年程度（1年1-2世代）。幼虫で越冬する。成虫の主な出現期間は5月末-9月、4月や10-11月に見られることもある。

## 分化系統

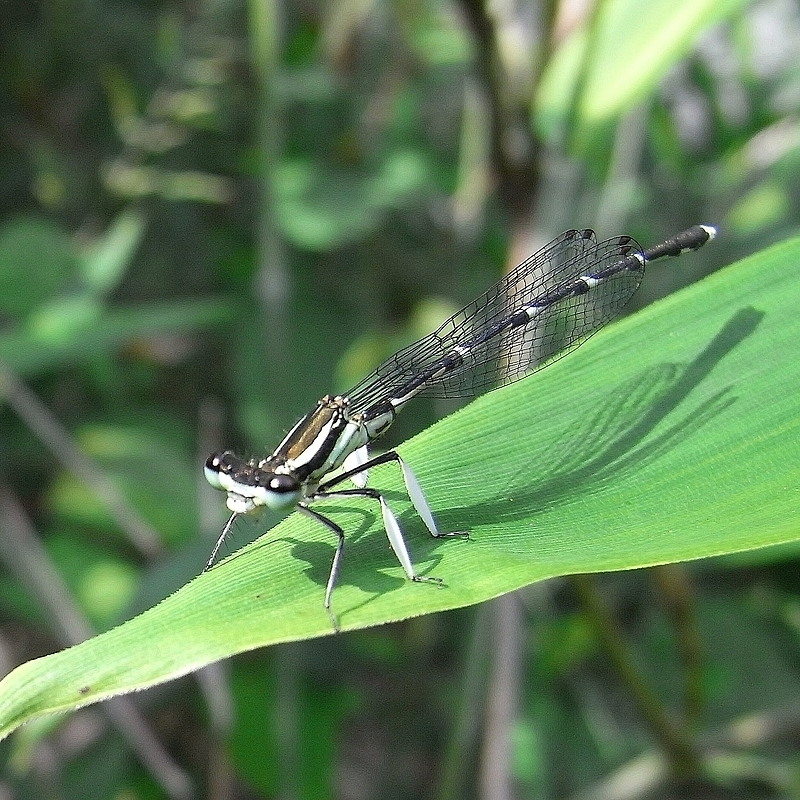
グンバイトンボ（Platycnemis foliacea）の中脚と後脚の脛節は、モノサシトンボより軍配状に幅が大きく拡がる。

日本産のモノサシトンボ科の種のDNA解析による分化系統図を以下に示す。DNA解析では、モノサシトンボとオオモノサシトンボとには明瞭な差異がない。新潟県でモノサシトンボとオオモノサシトンボで種間雑種が確認されている。

|  | タイワンルリモントンボ(マサキルリモントンボ) Coeliccia flavicauda |
|  |                                                                   |
|  | リュウキュウルリモントンボ Coeliccia ryukyuensis                  |
|  |                                                                   |

|  | グンバイトンボ Platycnemis foliacea      |
|  |                                          |
|  | アマゴイルリトンボ Platycnemis echigoana |
|  |                                          |

|  | モノサシトンボ Copera annulata       |
|  |                                      |
|  | オオモノサシトンボ Copera tokyoensis |
|  |                                      |

|  | グンバイトンボ Platycnemis foliacea      |
|  |                                          |
|  | アマゴイルリトンボ Platycnemis echigoana |
|  |                                          |

|  | モノサシトンボ Copera annulata       |
|  |                                      |
|  | オオモノサシトンボ Copera tokyoensis |
|  |                                      |

|  | タイワンルリモントンボ(マサキルリモントンボ) Coeliccia flavicauda |
|  |                                                                   |
|  | リュウキュウルリモントンボ Coeliccia ryukyuensis                  |
|  |                                                                   |

|  | グンバイトンボ Platycnemis foliacea      |
|  |                                          |
|  | アマゴイルリトンボ Platycnemis echigoana |
|  |                                          |

|  | モノサシトンボ Copera annulata       |
|  |                                      |
|  | オオモノサシトンボ Copera tokyoensis |
|  |                                      |

|  | グンバイトンボ Platycnemis foliacea      |
|  |                                          |
|  | アマゴイルリトンボ Platycnemis echigoana |
|  |                                          |

|  | モノサシトンボ Copera annulata       |
|  |                                      |
|  | オオモノサシトンボ Copera tokyoensis |
|  |                                      |

## 種の保全状況評価
国際自然保護連合（IUCN）により、軽度懸念（LC）の指定を受けている。個体数は安定傾向にある。
日本では以下の都道府県でレッドリストの指定を受けている。関東地方で個体数が減少している地域がある。
- 要保護生物（C） - 千葉県[注釈 1][22]
- 準絶滅危惧（NT） - 神奈川県[23]、高知県[24]
- 分布特性上重要 - 鹿児島県
- 情報不足（DD） - 東京都（本土部）[25]

オオモノサシトンボは、環境省で絶滅危惧ⅠB類（EN）、宮城県　絶滅危惧IA類（C）+絶滅危惧I類（EN）、新潟県　絶滅危惧I類（EN）、栃木県　絶滅危惧I類(Aランク)となっており、新潟県では松浜の池を除いて絶滅した。